# Topchef: De 12 provincies (2011)
Topchef: De 12 provincies is een televisieprogramma van RTL 5, dat van 22 augustus 2011 tot 25 november 2011 werd uitgezonden.
In het programma koken meesterkok Robert Kranenborg en chef-kok Julius Jaspers met verschillende kandidaten. Elke week staat er een provincie centraal.

## Provincieweken
Elke week koken 8 kandidaten uit dezelfde provincie tegen elkaar. Uiteindelijk gaan 2 van de 8 kandidaten naar de halve finale.
| Week | Provincie     | Halvefinalist 1 | Halvefinalist 2 |
| ---- | ------------- | --------------- | --------------- |
| 1    | Limburg       | Mischa          | Thamara         |
| 2    | Noord-Holland | Samantha        | Paul            |
| 3    | Overijssel    | Martin          | Jan-Erik        |
| 4    | Noord-Brabant | Djailany        | Maarten         |
| 5    | Gelderland    | Guus            | Bob             |
| 6    | Zuid-Holland  | Renee           | Albert          |
| 7    | Flevoland     | Dave            | Rawlin          |
| 8    | Friesland     | Eddy            | Dieuwke         |
| 9    | Groningen     | Sytze           | Tim             |
| 10   | Drenthe       | Tim             | Ronald          |
| 11   | Utrecht       | Dimitri         | Anton           |
| 12   | Zeeland       | Niels           | Peter           |

Ook worden er op verschillende dagen op andere locaties gekookt.
|          | maandag | dinsdag | woensdag | donderdag                          | vrijdag                                |
| -------- | ------- | ------- | -------- | ---------------------------------- | -------------------------------------- |
| locatie: | Studio  | Studio  | Studio   | Kasteel De Wittenburg in Wassenaar | Wekelijks wisselende sterrenrestaurant |

## Halve finale
| Dag   | provincies    | opdracht 1       | opdracht 2         | opmerking                  |
| ----- | ------------- | ---------------- | ------------------ | -------------------------- |
| dag 1 | Drenthe       | veilig           | Geëlimineerd       | Geëlimineerd na opdracht 2 |
| dag 1 | Friesland     | Geëlimineerd     | exit               | Geëlimineerd na opdracht 1 |
| dag 1 | Groningen     | Veilig           | Beste prestatie    | door naar dag 4            |
| dag 1 | Noord-Holland | Beste prestatie  | veilig             | door naar dag 4            |
| dag 2 | Flevoland     | veilig           | veilig             | door naar dag 4            |
| dag 2 | Gelderland    | veilig           | Geëlimineerd       | Geëlimineerd na opdracht 2 |
| dag 2 | Overijssel    | Geëlimineerd     | exit               | Geëlimineerd na opdracht 1 |
| dag 2 | Utrecht       | veilig           | veilig             | door naar dag 4            |
| dag 3 | Limburg       | Beste prestatie  | veilig             | door naar dag 4            |
| dag 3 | Noord-Brabant | veilig           | Geëlimineerd       | Geëlimineerd na opdracht 2 |
| dag 3 | Zeeland       | Geëlimineerd     | exit               | Geëlimineerd na opdracht 1 |
| dag 3 | Zuid-Holland  | veilig           | veilig             | door naar dag 4            |
| dag 4 | Drenthe       | veilig (8)       | Geëlimineerd (5,5) | Geëlimineerd na opdracht 2 |
| dag 4 | Flevoland     | Geëlimineerd (5) | exit               | Geëlimineerd na opdracht 1 |
| dag 4 | Friesland     | veilig (6)       | veilig (6,5)       | naar dag 5                 |
| dag 4 | Groningen     | veilig (5,5)     | veilig (7,5)       | naar dag 5                 |
| dag 4 | Limburg       | veilig (6)       | veilig (6,5)       | naar dag 5                 |
| dag 4 | Noord-Holland | veilig (7)       | veilig (7,5)       | naar dag 5                 |
| dag 4 | Utrecht       | veilig (6)       | veilig (6,5)       | naar dag 5                 |
| dag 4 | Zuid-Holland  | veilig (6)       | veilig (6)         | naar dag 5                 |
| dag 5 | Friesland     | 7                | 5                  | Geëlimineerd               |
| dag 5 | Groningen     | 7                | 7                  | naar finale                |
| dag 5 | Limburg       | 7                | 7,5                | naar finale                |
| dag 5 | Noord-holland | 8                | 7,5                | naar finale                |
| dag 5 | Utrecht       | 7                | 6,5                | naar finale                |
| dag 5 | Zuid-Holland  | 5,5              | 5,5                | Geëlimineerd               |

## Finale
| Dag   | provincies    | kandidaat | opdracht 1 | opdracht 2   | opmerking                                                |
| ----- | ------------- | --------- | ---------- | ------------ | -------------------------------------------------------- |
| dag 1 | Groningen     | Tim       | veilig     | n.v.t.       |                                                          |
| dag 1 | Groningen     | Sytze     | kookoff    | n.v.t.       |                                                          |
| dag 1 | Limburg       | Mischa    | kookoff    | n.v.t.       |                                                          |
| dag 1 | Limburg       | Tamara    | veilig     | n.v.t        |                                                          |
| dag 1 | Noord-Holland | Samantha  | veilig     | n.v.t.       |                                                          |
| dag 1 | Noord-Holland | Paul      | kookoff    | n.v.t.       |                                                          |
| dag 1 | Utrecht       | Dimitri   | kookoff    | n.v.t.       |                                                          |
| dag 1 | Utrecht       | Anton     | veilig     | n.v.t        |                                                          |
| dag 2 | Groningen     | Tim       | n.v.t.     | veilig (7,5) |                                                          |
| dag 2 | Groningen     | Sytze     | kookoff    | veilig (6,5) | Opdracht 1 kookoff van dag 1                             |
| dag 2 | Limburg       | mischa    | kookoff    | Geëlimineerd | Opdracht 1 kookoff van dag 1, geëlimineerd na opdracht 2 |
| dag 2 | Limburg       | Tamara    | n.v.t      | veilig (7)   |                                                          |
| dag 2 | Noord-Holland | Samantha  | n.v.t      | veilig (7)   |                                                          |
| dag 2 | Noord-Holland | Paul      | kookoff    | veilig (7,5) | Opdracht 1 kookoff van dag 1                             |
| dag 2 | Utrecht       | Dimitri   | Kookoff    | exit         | Geëlimineerd na opdracht 1                               |
| dag 2 | Utrecht       | Anton     | n.v.t      | veilig (7)   |                                                          |

## Urker vistaart
In een van de afleveringen maakten Kranenborg en Jaspers een eigen variant op de "Urker vistaart", zogenaamd een traditioneel Urker gerecht. Nadien bleek dat de Urker vistaart slechts een verzinsel was van drie scholieren van het Kottenpark in Enschede, die er in 2009 voor de grap een artikel over op de Nederlandstalige Wikipedia hadden gezet.